# 马常松
马常松（1935年—），男，安徽庐江人，中国舞蹈编导，曾任昆明部队政治部歌舞团副团长，中国舞蹈家协会理事。